# Сілезька Вікіпедія
Сілезька Вікіпедія (сіл. Ślōnskŏ Wikipedyjŏ) — розділ Вікіпедії сілезькою мовою. Запущена 26 травня 2008 року. Сілезька Вікіпедія станом на 27 березня 2025 року містить 58 857 статей, 26 865 зареєстрованих користувачів, 49 активних дописувачів, 3 адміністраторів
. Загальна кількість сторінок в сілезькій Вікіпедії — 75 029, редагувань — 376 209, мультимедійні файли відсутні
. Глибина (рівень розвитку мовного розділу) сілезької Вікіпедії дуже мала і становить лише 0.4 пунктів
.
За кількістю статей перебуває на 98-му місці серед усіх мовних розділів та на 15-му серед слов'яномовних розділів Вікіпедії (між білоруською (класичний правопис) та верхньолужицькою Вікіпедіями).

## Історія
Перша спроба створення сілезького розділу була зроблена в березні 2006 року, однак тоді ця ідея не знайшла підтримки, і пропозиція була відхилена. 18 липня 2007 року Міжнародна лінгвістична організація SIL International включила сілезьку мову в перелік мов, а Міжнародна організація зі стандартизації (ISO) призначила їй код ISO «szl».
Друга заявка на створення Вікіпедії сілезькою мовою була представлена на розгляд 19 березня 2008
 після того як було вирішено видалити статті, написані в польській Вікіпедії сілезькою мовою (у вікіпроєкті Сілезія)

. Після первісного схвалення пропозиції (100% — за) 31 березня 2008 року, тестовий проєкт був створений в інкубаторі Вікімедія. В наступному місяці там було 100 статей, в тому числі понад 1800 окремих сторінок. Через два місяці всі вісім вимог, необхідних для створення нових Вікіпедій були виконані і, нарешті, 26 травня 2008 Сілезька Вікіпедія була створена

.
Після досягнення порогу в 1000 статей 15 листопада 2008 року, було вирішено поступово відходити від вживання «фонетичного алфавіту» і переходити на алфавіт Штоєра.
На 1 листопада 2019 року займала 91 місце з 296 мовних розділів за кількістю статей.
Сілезька Вікіпедія досягла 50 000 статей 25 вересня 2019 завдяки створенню ботом кількох десятків тисяч статей про гриби; такі статті зараз становлять приблизно 85% статей.